# Николета Кузманова
Николета Кирилова Кузманова (родена на 7 октомври 1971 г.) е български политик от „Има такъв народ“, народен представител от 2024 г. Тя е доцент по наказателно право в Софийския университет.